# Pata de ganso
La pata de ganso, tendón anserino (latín: pes anserinus) es una estructura tendinosa localizada a nivel de la rodilla, formada por la inserción de los tendones de tres músculos: recto interno o músculo grácil, sartorio y semitendinoso. 

## Anatomía

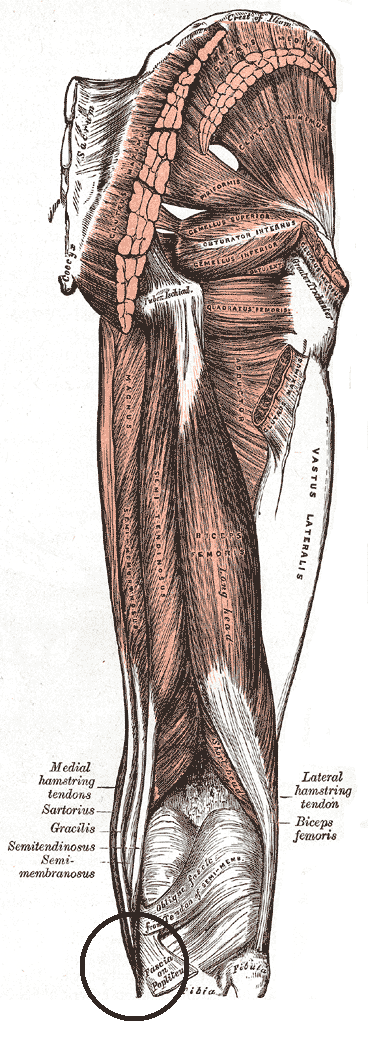
Ubicación del Pes Anserinus visto desde la cara posterior de la pierna.

La inserción combinada de los tendones de los músculos sartorio, recto interno o grácil  y semitendinoso, en la tibia, a unos 5 cm por fuera del centro de la articulación de la rodilla, forma una estructura que se asemeja a la membrana natatoria del ganso, razón por la cual los anatomistas la llamaron "pata de ganso", o  en latín pes anserinus.

Se conoce como bolsa serosa de la pata de ganso o bolsa anserina (latín: Bursa anserina; Bursa tibial intertendinous), a una bolsa serosa submuscular situada justo debajo del tendón anserino, en la extremidad proximal de la tibia humana.

## Patología
Es común la tendinitis de la pata de ganso (tendinitis anserina ) en los deportistas.

Es una causa frecuente de dolor en la cara interna de la rodilla, especialmente en personas con sobrepeso y artrosis de rodilla.